# Iàstrebovka (Primórie)
|  | Per a altres significats, vegeu «Iàstrebovka». |

Iàstrebovka (en rus: Ястребовка) és un poble del krai de Primórie, a l'Extrem Orient de Rússia, que el 2018 tenia 73 habitants. Pertany al districte rural de Partizanski.